# Doryctophasmus
Doryctophasmus är ett släkte av steklar. Doryctophasmus ingår i familjen bracksteklar.
Kladogram enligt Catalogue of Life:
| Doryctophasmus | \| \| Doryctophasmus africanus \| \| \| \| \| \| Doryctophasmus ferrugineiceps \| \| \| \| \| \| Doryctophasmus ferrugineus \| \| \| \| \| \| Doryctophasmus rubrotestaceus \| \| \| \| |
|                | \| \| Doryctophasmus africanus \| \| \| \| \| \| Doryctophasmus ferrugineiceps \| \| \| \| \| \| Doryctophasmus ferrugineus \| \| \| \| \| \| Doryctophasmus rubrotestaceus \| \| \| \| |
|                | Doryctophasmus africanus |
|                | |
|                | Doryctophasmus ferrugineiceps |
|                | |
|                | Doryctophasmus ferrugineus |
|                | |
|                | Doryctophasmus rubrotestaceus |
|                | |